# Oracle Challenger Series – Chicago
Oracle Challenger Series – Chicago – męski turniej tenisowy rangi ATP Challenger Tour i kobiecy kategorii WTA 125K Series. Rozgrywany na kortach twardych w amerykańskim Chicago w 2018 roku.

## Mecze finałowe

### gra pojedyncza mężczyzn
| Rok  | Zwycięzca     | Finalista     | Wynik    |
| 2018 | Denis Istomin | Reilly Opelka | 6:4, 6:2 |

### gra podwójna mężczyzn
| Rok  | Zwycięzcy                   | Finaliści                              | Wynik    |
| 2018 | Luke Bambridge Neal Skupski | Leander Paes Miguel Ángel Reyes-Varela | 6:3, 6:4 |

### gra pojedyncza kobiet
| Rok  | Zwyciężczyni | Finalistka   | Wynik    |
| 2018 | Petra Martić | Mona Barthel | 6:4, 6:1 |

### gra podwójna kobiet
| Rok  | Zwyciężczynie                  | Finalistki                  | Wynik    |
| 2018 | Mona Barthel Kristýna Plíšková | Asia Muhammad Maria Sanchez | 6:3, 6:2 |